# Жовинский, Эдуард Яковлевич
Эдуард Яковлевич Жовинский (укр. Едуард Якович Жовинський, род. 27 июня 1934, Киев) — украинский учёный-геолог и геохимик, доктор геолого-минералогических наук (1987), профессор (1992), член-корреспондент Национальной Академии Наук Украины (избран 7 апреля 2000 года). Заслуженный деятель науки и техники Украины (1998). Лауреат премии Совета Министров СССР (1991), Лауреат премии им. В. И. Вернадского (1996), Лауреат государственной премии в области науки и техники (2006), обладатель почётного знака СССР «Первооткрыватель месторождения» (1983) и почётного знака Украины «Почётный разведчик недр».

## Биография
В 1956 году окончил Киевский университет. Работал в геолого-разведывательных организациях.
С 1968 года — в Институте геохимии и физики минералов НАН Украины (ныне Институте геохимии, минералогии и рудообразования им. Н. П. Семененко НАН Украины), с 1989 года — заведующий отделом поисковой и экологической геохимии и заместитель директора.
В настоящее время — заведующий отдела поисковой и экологической геохимии Института геохимии, минералогии и рудообразования им. Н. П. Семененко НАН Украины, главный редактор сборников научных работ «Геохимия и рудообразование» и «Поисковая и экологическая геохимия».

## Научная деятельность
Украинскому ученому признание и авторитет во всем мире снискали фундаментальные исследования в области стратиграфии, литологии, петрографии, поисковой и экологической геохимии. Большой производственный опыт, широкая эрудиция и новаторские решения внесли значительный вклад в фундаментальную науку и привели к открытию ряда месторождений полезных ископаемых. Один из основателей нового направления геохимии — экологической геохимии, начавшего развиваться на Украине в конце 1970-х годов.. Автор более 300 научных работ, в том числе 30 монографий, автор 10 патентов.(Минералогический журнал, том 36.№ 3,2014).

## Сочинения
Эдуард Жовинский — автор более 300 научных работ, в том числе 30 монографий.
В его научных трудах обоснованы перспективные направления геологии, из которых принципиальной новизной определяются работы по литологии, геохимии, рудообразования, поисков и разведки рудных и нерудных месторождений полезных ископаемых и особенно поисковой и экологической геохимии.
Результаты этих исследований подробно изложены во многих научных работах:
- «Стратиграфия УССР (рифей-Венд)» (1971);
- «Петрографии домезозойских осадочных пород Подолии» (1972);
- «Геохимия фтора в осадочных формациях юго-запада Восточно-Европейской платформы» (1979);
- «Геохимия фтора (прикладное значение)» (1987);
- «Минерал-геохимические критерии поисков флюорита» (1993);
- «Экологогеохимические исследования природных сред в условиях городской агломерации» (1991);
- «Экологическая Геохимия и охрана окружающей среды» (1992);
- «Подвижные формы токсичных элементов в почвах Украины» (1993);
- «Эколого-геохимические исследования подвижных форм токсичных элементов в условиях сельских агломераций» (1993);
- «Геохимия тяжелых металлов в почвах Украины» (2002);
- «Экогеология Украины» (2011);
- «Эколого-геохимические исследования объектов окружающей среды Украины» (2012);
- «Геохимия объектов окружающей среды Карпатского биосферного заповедника» (2013) и др.

Научные исследования ученого привели к открытию на Украине Збручанского месторождения минеральных вод, Бахтынского и Бобринецкого месторождений флюорита, ставших основой создания новой минерально-сырьевой базы Украины, Заречанского рудопроявления полиметаллов, полудрагаценных камней и др., за что был награждён дипломом и почетными знаком СССР «Первооткрыватель месторождения» (1984), «Почетный разведчик недр» (1997), медалью В. И. Лучицкого (1998) и др.

## Награды
За особые заслуги в развитие отечественной науки. создание национальных научных школ и укрепление научно-технического потенциала Украины, награждён орденом «За заслуги» ІІІ степени (2004). В 1984 году 13 марта за открытие Збручанского месторождения минеральных вод в Украинской ССР Жовинский Э. Я. награждён дипломом и нагрудным знаком «Первооткрыватель месторождения».